# Fosfato trissódico
Fosfato trissódico (TSP, do inglês "trisodium phosphate"), disponível na maioria dos estabelecimentos comerciais de produtos químicos na forma de um pó branco, é um agente de limpeza, normalmente tratado como reforçador, removedor de manchas e desengraxante, comumente usado para preparar superfícies para pintura. Ele pode ser chamado de ortofosfato trissódico e tem a fórmula química Na3PO4. É um sal iônico altamente solúvel em água. Sua solução aquosa tem pH alcalino.
Pode ser encontrado também como um aditivo alimentar; é usado como um regulador de acidez (agente tamponador), emulsificante, espessante, expansor do volume de alimentos e sequestrante (agente de quelação metálica).
Nestes usos, todos os fosfatos de sódio podem ser coletivamente se chamados de fosfato de sódio, ou pelo número E E339.
O mesmo é verdade quando vendido como um enema, agindo como um laxativo para tratamento de constipação. Os enemas de fosfato de sódio são vendidos como "medicamentos de balcão" nos EUA.
Entretanto, não deve ser confundido com os compostos relacionados di-hidrogenofosfato de sódio, também conhecido como fosfato monossódico ou MSP, e hidrogenofosfato dissódico.
Esta substância também é utilizada como estabilizante para os leites "longa vida" ou "UHT".

## Obtenção
Neutralização total entre o ácido fosfórico e o hidróxido de sódio:
3 NaOH + H3PO4 → Na3PO4 + 3 H2O

## TSP para limpeza
Substâncias similares foram comuns em detergentes para lavagem de roupas e lavagem de louças, mas os fosfatos, sendo fertilizantes, poderiam causar explosões de algas em massas de água para onde eram drenados. No início dos anos 1970 o uso de produtos contendo fosfato foi limitado. Agora produtos vendidos como substituto do TSP, contendo 80–90% carbonato de sódio, são promovidos como um substituto direto.
Produtos de limpeza rotulados como TSP devem conter outros ingredientes também, e pode de fato ser menos da metade TSP. Então mesmo TSP "regular" encontrado no comércio pode ser metade TSP e metade "substituto de TSP". Produtos do tipo do Savogran atualmente contém 80% de fosfato trissódico dodecaidrato.
Embora seja um ingrediente ativo ao menos em tabletes de higienização da bacia do toalete, TSP é geralmente ruim para limpeza de banheiros, pois pode atuar corroendo metais.
TSP é comumente usado após limpeza com solventes de forma a remover inclusive os resquícios dos solventes. TSP pode ser usado em soluções de hipoclorito domésticas (alvejantes) na mesma solução, e nestes produtos é particularmente bom para a remoção de míldio em madeira. O TSP sozinho pode causar manchas negras em sequoia e outras madeiras vermelhas, e o alvejante clorado previne isso.
Também é usado de várias formas como um tratamento químico para a precipitação de cálcio em caldeiras, assim como regulador dos efeitos cáusticos de fosfato dissódico em reações químicas coordenadas dos fosfatos.
É utilizado com fosfato dissódico e metassilicato de sódio na formulação de revelador positivo s manuais, para uso em fotografia e na industria gráfica.